# 中國學派 (國際關係)
中國學派，主張以中華人民共和國為核心，建立新的國際秩序的學說。屬於中国中心主义，由中華人民共和國學者於2000年後建立，希望在美國的國際關係理論之外，形成一種別具特色的非西方國際關係理論。

## 概述
1979年改革開放後，中國的國際關係領域快速發展。1991年，羅勃茲在北京的研討會中將英國學派介紹至中國的國際關係研究，為中國自身特色的國際關係理論提供借鏡。 進入21世紀以後，中國學者嘗試建立別具特色、非西方的國際關係理論，如趙汀陽 、秦亞青、閻學通等。
趙汀陽，援引儒家世界觀，再造天下體系理論。 他融合儒家世界觀及後人類理論，將非人類的次系統亦納入國際關係領域的範疇，試圖突破國際關係中的實證主義典範。 2004年後，秦亞青便致力建構在地化經驗的國際關係理論，融合溫特的社會建構主義、傑克遜（Patrick Thaddeus Jackson）和尼克森的過程關係主義，以及黃光國的儒學關係主義 等學說，建構成「過程建構主義」（英語：processual  constructivism）。 秦亞青的過程建構主義，將「關係」作為在國際關係「過程」中發揮的要素，形構行為體的行為與國際體系結構。

### 註腳
1. ↑  . passport.weibo.com.   [2021-10-11]. （原始内容存档于2021-10-11）.
2. ↑  黃恩浩、陳仲志. 國際關係研究中「英國學派」典範及其對建構「中國學派」之啟示 （页面存档备份，存于）. 遠景基金會季刊第11卷第1期. 2010-1
3. ↑  廖文義.  (PDF). 復興崗學報. 2009-04-06, (93): 179-200  [2024-03-29]. （原始内容存档 (PDF)于2024-05-24）.
4. 1 2 3  林婉萍、陳慶昌.  (PDF). 歐亞研究. 2020, (10)  [2021-10-11]. （原始内容 (PDF)存档于2021-01-24）.
5. ↑  赵汀阳. . www.sohu.com.   [2021-10-11]. （原始内容存档于2023-12-08）.
6. ↑  黃, 光國. . 國立臺灣大學出版中心. 2005. ISBN 9789860021400.
7. ↑  秦亚青. . www.1xuezhe.exuezhe.com.   [2021-10-11]. （原始内容存档于2021-10-11）.

### 延伸閱讀
- 阎学通. . 天津人民出版社. 1997.
- 趙汀陽. . 北京: 中國人民大學出版社. 2009.
- 秦亞青. . 上海: 上海人民出版社. 2012.